# Алфёрово (деревня, Сафоновский район)
 Алфёрово — деревня в Смоленской области России, в Сафоновском районе. Входит в состав Зимницкого сельского поселения.

## География
Расположена в центральной части области в 33 км к востоку от Сафонова, в 263 км от Москвы, в 4 км южнее автомагистрали М1 «Беларусь». 

### Часовой пояс
Деревня Алфёрово, как и вся Смоленская область, находится в часовой зоне МСК (московское время). Смещение применяемого времени относительно UTC составляет +3:00.

## Население
| 2007 |
| ---- |
| 1    |